# Ixodes kingi
Ixodes kingi este o specie de căpușe din genul Ixodes, familia Ixodidae, descrisă de Bishopp în anul 1911. Conform Catalogue of Life specia Ixodes kingi nu are subspecii cunoscute.